# Chassan Baiev

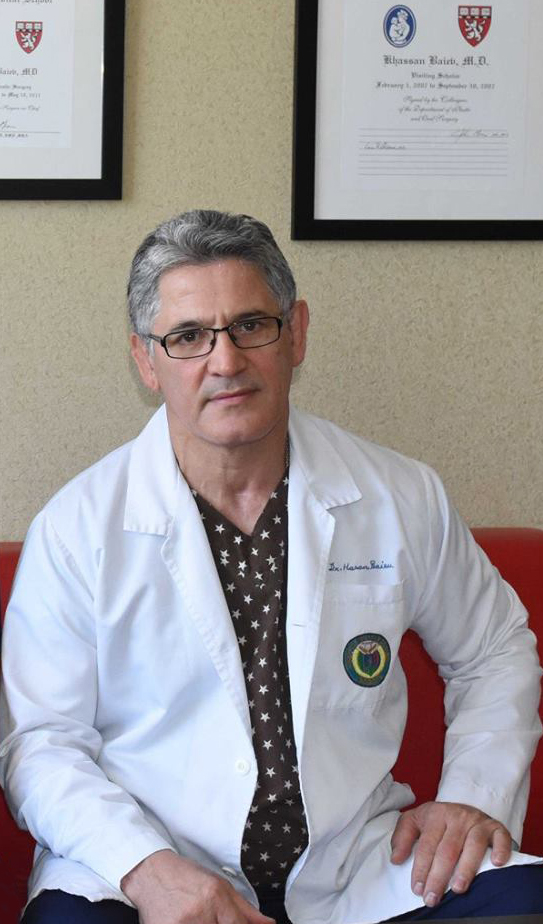

Chassan Baiev (Tsjetsjeens: Хасан Баиев) (Russisch: Хаса́н Жуни́дович Баи́ев) (Alchan-Kala, 4 april 1963) is een Tsjetsjeens chirurg die tijdens de Tsjetsjeense oorlogen in Grozny heeft gewerkt. Aan het begin van de Eerste Tsjetsjeense Oorlog verliet hij vrijwillig zijn werk in Moskou om in zijn eigen land de mensen in nood te helpen. 
Chassan Baiev heeft dit werk gedaan tot 2000. Toen is hij Tsjetsjenië ontvlucht. Tegenwoordig woont hij met zijn gezin in de Verenigde Staten. Hij werkt tegenwoordig in een lokaal ziekenhuis in Massachusetts.   
Zijn ervaringen heeft hij beschreven in zijn boek De eed. In dit boek laat Baiev de harde werkelijkheid zien over de oorlog tussen de Russen en de Tsjetsjenen. De naam van zijn boek is afgeleid van de eed van Hippocrates die iedere arts aflegt. Met deze eed geeft een beginnende arts aan dat hij zich zal inzetten voor de mensen ongeacht afkomst. Chassan Baiev heeft tijdens de oorlogen strijders van beide partijen geholpen. De bekendste personen die Chassan Baiev heeft geopereerd zijn Sjamil Basajev, Arbi Barajev en Salman Radoejev.

## Werk
- De eed - Oorlogsmemoires van een Tsjetsjeens chirurg (Russisch: Клятва: Хирург под огнём)